# Bóna István
Bóna István (Heves, 1930. február 10. – Dunaújváros, 2001. június 4.) Széchenyi-díjas régészprofesszor, egyetemi tanár, az MTA tagja (1998).

## Élete
Szülővárosában járt elemi iskolába, majd a nagyváradi hadapródiskolába került. 1948-ban érettségizett Jászapátiban a Széchenyi István Gimnáziumban. Műegyetemi felvételije nem sikerült, így került bölcsészhallgatóként a budapesti Pázmány Péter Tudományegyetemre. 1952-ben végzett régészet–muzeológia szakon a már átkeresztelt Eötvös Loránd Tudományegyetemen. Szakdolgozatáért, melynek témája az ürbőpusztai avar kori temető, 1953-ban akadémiai különdíjat kapott.
1952. július 1-jétől az Országos Történeti Múzeum (ma: MNM) segédmuzeológusa volt. Ekkoriban a népvándorláskori anyag szétválasztásával és rendszerezésével foglalkozott. A germán népekről szóló tanulmányai révén neve nyugaton is ismert lett. Ennek köszönhetően meghívásokat kapott, és tudományos kapcsolatait gyarapíthatta.
1953. augusztus 1-jén a Sztálinvárosi Állami Múzeum (ma: dunaújvárosi Intercisa Múzeum) igazgatója lett. A vasmű építése körüli leletmentések és a szakmai feladatok bőven ellátták munkával. Itt fordult figyelme a Kárpát-medence bronzkorának kutatása felé, melyben szintén maradandó és meghatározó munkát végzett.
Banner Jánosnak köszönhetően 1954. szeptember 1-jétől az ELTE Ősrégészeti Tanszékén bronzkorkutató aspiráns lett. Ekkor szegődött a Békés-Várdomb bronzkori telljének feltárásához, amelynek külső települését 1955-1960 között önállóan vezette. Ezen az ásatáson Márton Lajos Tószeg-Laposhalmon végzett módszertanát követte, illetve fejlesztette tovább, amelynek eredményeit is ő tette közzé. Ez azonban csak a nyitánya volt az elkövetkező tell-ásatások sorának.
1954/55-től folyamatosan bekapcsolódott az egyetemi oktatásba is. Az aspirantúra befejeztével 1957. szeptember 1-jén tanársegédnek nevezték ki az ELTE Régészeti Tanszékére. Hatalmas anyaggyűjtés után, 1958 tavaszán az elsők között szerzett (akkor visszaállított) bölcsészdoktori címet (disszertációjának címe: A koszideri típusú bronzkincsek időrendje). Kandidátusi értekezésének témája Magyarország középső bronzkora volt, melyet 1961-ben védett meg.
Sokoldalúsága abban is megmutatkozott, hogy a longobárdok és a gepidák hagyatékát is kutatta. 1957-től az ELTE, 1960-tól az MTA támogatásával kezdte meg a korszak módszeres kutatását, melynek keretében újabb ásatásokat is végzett. A longobárdokról alkotott egységes történeti álláspontot lényegében az ő fáradozásainak köszönhetjük. Eredményeit folyamatosan konferenciákon és kiállításokon is közzétette.
A kandidátusi fokozat elnyerése után, 1961. szeptember 1-jétől adjunktusnak nevezték ki az ELTE-n, 1963. december 1-jén megkapta docensi kinevezését. 1965-ben Banner János nyugdíjba vonulását követően, átvette az ősrégészet oktatását. A múzeumi munkától sem szakadt el, részt vett több vidéki és nemzetközi kiállítás szervezésében. Vágó Eszter hagyatékával, az Intercisa temető leletanyagának megjelentésével mélyedt el a provinciális római régészet témakörében is. 1972-ben védte meg akadémiai doktori értekezését. Ezek után a történeti-régészet szemléletét követve, jelentette meg összefoglaló munkáit.
Az avar kor kutatásával is behatóan foglalkozott. Dunaújváros-Öreghegy avar telepének feldolgozásával lefektette az avar kori telepkutatás alapjait. Előbb a hármas, majd a kettős korfelosztás mellett tört lándzsát, melyben a változásokat történeti adatokhoz a pénzforgalom segítségével illesztette.
1975-ben az ő vezetésével hozták létre és mutatták be több országban, így a göteborgi Röhss Múzeumban is, a Hunok-germánok-avarok című nagyszabású régészeti kiállítást.
1975. július 1-jén egyetemi tanárrá nevezték ki. 1979-ben László Gyula professzor is nyugdíjba vonult, ezek után átvette a kora középkor, a honfoglalás és az államalapítás kori régészet oktatását is. 1987-től a Régészeti Tanszék vezetője, majd 1990-ben az önállóvá váló három tanszék Régészeti Tanszékcsoportjának irányítója.
Az 1980-as évek végétől aktív résztvevője a rendszerváltozást bevezető polgári megmozdulásoknak. 1985-től az MTA tanácskozási joggal felruházott, 1990-től levelező, 1998-tól rendes tagja. Az MTA Régészeti Bizottságának 1968-tól tagja, 1975-80 között titkára, 1980-90 között elnöke. 1973–79 között a Koraközépkori Régészeti Albizottság, 1991-98 között az Ásatási Bizottság elnöke. A Magyar Őstörténeti Komplex Bizottság alelnöke, majd 1991-től ügyvezető elnöke. Sok külföldi és hazai szakbizottság tagja.
Alapító főszerkesztője a Monumenta Archaeologica Germanorum Hungariae sorozatnak, valamint számos folyóirat és könyvsorozat szerkesztőbizottságának tagja. 1994-től a Régészettudományi Intézet igazgatója. Az ő nevéhez fűződik az ELTE PhD képzésének beindítása. Sokrétű lektori, opponensi és könyvismertetői tevékenységet fejtett ki, valamint számos vitairat és megjegyzés szerzője.
Oktatói munkáját haláláig végezte. A Farkasréti temetőben nyugszik.

## Családja
Első felesége Vágó Eszter régész. Második feleségével, Horváth Jolánnal – szintén régész – is Dunaújvárosban maradtak.

## Kitüntetései
- Kuzsinszky Bálint-emlékérem (1963)
- Rómer Flóris-emlékérem (1984)
- Akadémiai Díj (1987)
- Munka Érdemrend arany fokozata (1989)
- Széchenyi-díj (1998) – Az európai ősrégészet és korai középkori régészet kiemelkedő szaktekintélye. A hazai régészképzés iskolateremtő egyénisége.
- Pro Pentele Díj (2000)
- Pro Cultura Intercisae díj (2002 posztumusz)

## Főbb ásatásai

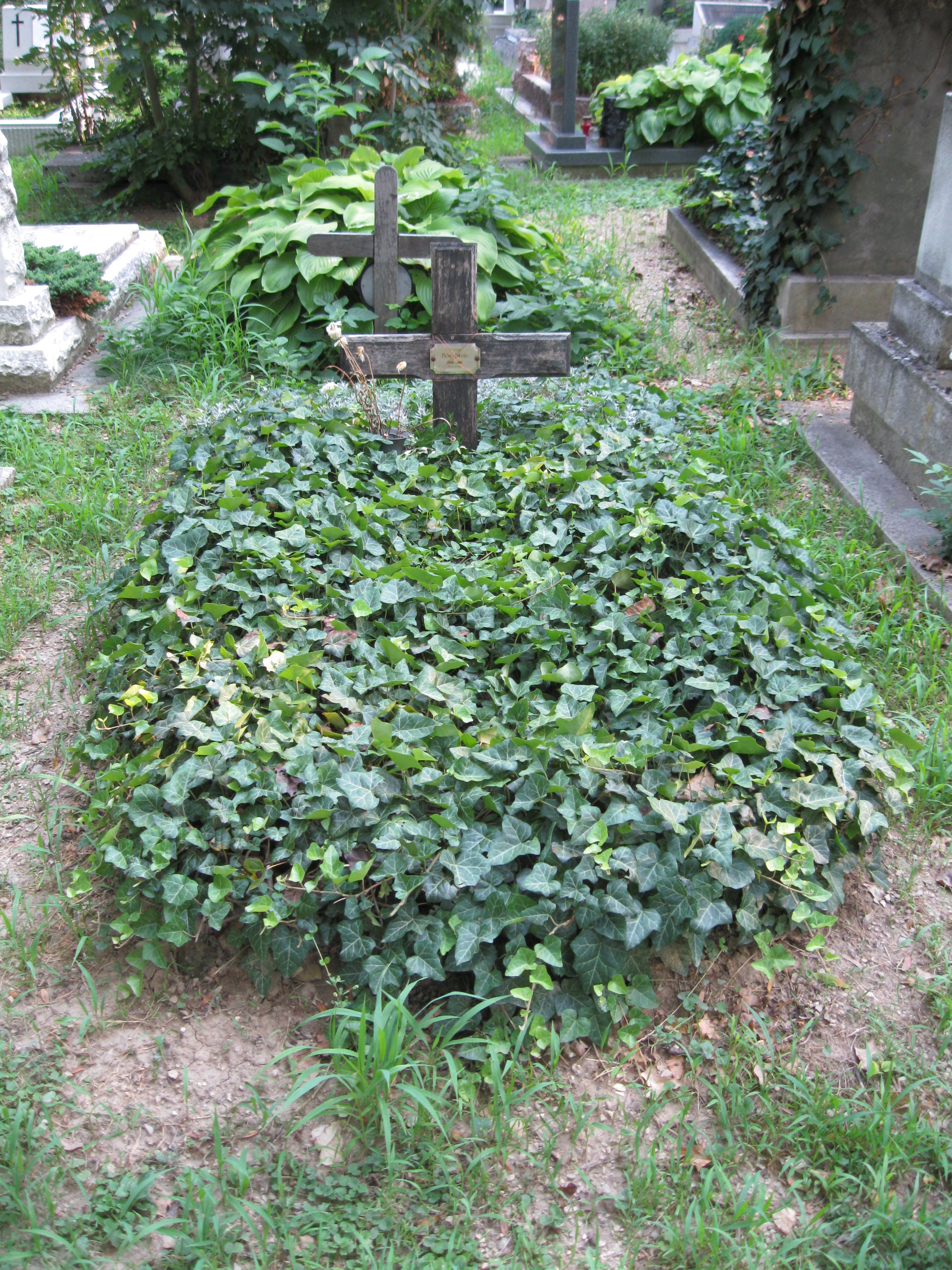
Bóna István sírja a Farkasréti temetőben (6/2-1-105)

Dunaújváros

## Válogatás műveiből
- 1958 – Chronologie der Hortfunde von Koszider-Typus, AAH 9
- 1959 – Die Ausgrabungen von Márton L. in Tószeg, AAH 10 (Banner/Márton tsz.)
- 1963 – Beiträge zur Archäologie und Geschichte der Quaden, AAH 15
- 1963 – Pannonia története (Barkóczi/Mócsy tsz.)
- 1970 – Avar lovassír Iváncsáról, ArchÉrt 97
- 1971 – Ein Vierteljahrhundert Völkerwanderungsforschung in Ungarn (1945–1969), AAH 23
- 1973 – VII. századi avar települések és Árpád-kori magyar falu Dunaújvárosban
- 1974 – A középkor hajnala. A gepidák és a langobardok a Kárpát-medencében.
- 1974 – Mittelbronzezeitliche Tell-Siedlung bei Békés (Banner tsz.)
- 1975 – Die mittlere Bronzezeit Ungarns und ihre südöstlichen Beziehungen
- 1976 – Der Anbruch des Mittelalters. Gepiden und Longobarden im Karpatenbecken.
- 1976 – The dawn of the Dark Ages. The Gepids and the Longobards in the Carpathian Basin.
- 1976 – A l’aube du Moyen Âge. Gépides et Longobardes dans le bassin des Carpathes.
- 1979 – Gepiden in Siebenbürgen – Gepiden an der Theiß, AAH 31
- 1979 – A szegvár-sápoldali lovassír. Adatok a korai avar temetkezési szokásokhoz, ArchÉrt 106
- 1980 – Studien zum frühawarischen Reitergrab von Szegvár, AAH 32
- 1980 – Tószeg-Laposhalom 1876–1976, SzMMÉ 1979–1980
- 1984 – A XIX. század nagy avar leletei, SzMMÉ 1982–1983, 81–160.
- 1984 – A nemzetségi és törzsi társadalom története Magyarországon, in: Székely (fsz.): Magyarország története I.
- 1984 – A népvándorlás kor és a korai középkor története Magyarországon, in: Székely (fsz.): Magyarország története I.
- 1986 – Dáciatól Erdőelvéig. A népvándorlás kora Erdélyben (271–896). In.: Erdély története I. A kezdetektől 1606-ig.[1] MEK
- 1991 – Das Hunnenreich
- 1991 – Dunapentele története a honfoglalástól a 19. század közepéig a már eddig is ismert, valamint újonnan bevont adatok alapján
- 1993 – A hunok és nagykirályaik
- 1993 – Bóna István – Cseh János – Nagy Margit – Tomka Péter – Tóth Ágnes – Zimonyi István (sorozatszerkesztő):  Hunok – gepidák – langobardok. www.tankonyvtar.hu. Balassi Kiadó (1993)  (Hozzáférés: 2015. január 8.) (pdf)
- 1995 – Az Árpádok korai várairól
- 1998 – Az Árpádok korai várai
- 2002 – Bóna, István – Nagy, Margit: Gepidische Gräberfelder im Theissgebiet. Monumenta Germanorum Archaeologica Hungariae Vol. 1. Monumenta Gepidica. Red.: I. Bóna, É. Garam, T. Vida. Budapest 2002.
- 2009 – Bóna, István – B. Horváth, Jolán: Langobardische Gräberfelder in West-Ungarn. Monumenta Germanorum Archaeologica Hungariae Vol. 6. Monumenta Langobardica. Red.: É. Garam, T. Vida. Budapest 2009.

## Megemlékezések
- Kajdacson emléktábla és konferencia (2005)
- 2005. december 12. Bóna István emlékülés a MNM-ban